# Vorona
Vorona é uma espécie de ave do clado Euornithes do Cretáceo Superior. Ah uma única espécie descrita para o gênero Vorona berivotrensis. Seus restos fósseis foram encontrados na formação Maevarano, próximo a vila de Berivotra, na província de Mahajanga, Madagascar.
A afiliação filogenética do gênero Vorona é difícil de determinar devido a natureza fragmentada de seus restos fósseis, e principalmente porque seus fósseis mostram uma mistura de características ancestrais e derivadas. Vorona pode ser um primitivo Ornithuromorpha.